# Alchemilla erectipila
Alchemilla erectipila é uma espécie de rosácea do gênero Alchemilla, pertencente à família Rosaceae.